# Autoba
Autoba é um gênero de traça pertencente à família Arctiidae.